# Punch the Clock (film)
Punch the Clock est un film muet américain réalisé par William Beaudine et sorti en 1922.

## Synopsis
Un mari soupçonne sa femme de lui être infidèle avec un collègue du travail...

## Fiche technique
- Titre : Punch the Clock
- Réalisation : William Beaudine
- Production : Hal Roach Studios
- Genre : Comédie
- Dates de sortie :
  -  États-Unis : 4 juin 1922

## Distribution
- Snub Pollard
- Marie Mosquini